# Crowbar (catch)
Pour les articles homonymes, voir Ford (homonymie), Storm et Crowbar (homonymie).
Christopher Ford (né le 4 mars 1974 à Rutherford) est un catcheur américain,  connu à la World Championship Wrestling (WCW) sous le nom de ring de Crowbar de 1999 à 2001. Il y remporte une fois le championnat hardcore de la WCW, une fois le championnat du monde par équipes de la WCW avec David Flair et une fois le championnat du monde poids lourd légers de la WCW conjointement avec Daffney. Il a aussi fait des apparitions à la World Wrestling Federation, à l'Extreme Championship Wrestling et à la Total Nonstop Action Wrestling. Il se produit actuellement sur le circuit indépendant en tant que Crowbar ou Devon Storm.

## Carrière de catcheur

### Débuts etExtreme Championship Wrestling(1992-1996)
En 1991, Christopher Ford rencontre le catcheur Mike Sharpe qui l'entraîne. Il fait son premier combat de catch en janvier 1992. En 1994, il apparaît pour la première fois à l'Extreme Championship Wrestling (ECW) sous son véritable nom. 
Il réapparaît à l'ECW en 1996 sous le nom de Devon Storm. Le 20 avril durant Hostile City Showdown, il affronte Taz et ce dernier l'emporte par décompte à l'extérieur. Le 11 mai à A Matter of Respect , il fait équipe avec Damien Kane et ils battent The Dudley Boyz (Buh Buh Ray Dudley et D-Von Dudley) par disqualification après un coup de chaise à l'arbitre d'un des Dudley. Il reste dans cette fédération jusqu'à la fin de l'année et sa défaite dans un Loser Leaves Town match le 16 novembre à November to Remember face à Too Cold Scorpio. Dans une interview en 2019, il déclare avoir été victime de moqueries de la part de ses collègues car à l'époque il continue ses études. 

### Bref passage à laWorld Wrestling Federation(1997-1999)
En 1997, la World Wrestling Federation (WWF) souhaite relancer sa division des poids lourd-légers et fait venir Devon Storm.Le 28 juillet à Monday Night RAW, il remporte rapidement son tout premier combat télévisée à la WWF face à Ace Darling. Il participe au tournoi pour désigner le nouveau champion poids lourd légers de la WWF et se fait éliminer au premier tour par Taka Michinoku le 10 novembre. Après cela, ses apparitions à la WWF se font de plus en plus rare. Il apparaît pour la dernière fois à WWF sous ce nom de ring le 10 avril 1999 où il perd face à D'Lo Brown.

### World Championship Wrestling(1996-2001)
Devon Storm apparaît pour la première fois à la World Championship Wrestling (WCW) sous le nom de Devon Storm le 12 février 1996 à Monday Nitro. Ce jour-là, il perd son combat face à Konnan. Il fait diverses apparitions sporadiques à la WCW comme jobber.
En 1999, la WCW l'engage et l'envoie au WCW Power Plant, l'école de catch de la fédération, pour parfaire sa formation. Il apparaît à plusieurs reprises dans WCW Saturday Night avant de prendre le nom de ring de Crowbar en fin d'année. Il apparaît pour la première fois sous ce nom de ring le 23 décembre dans WCW Thunder où il rencontre David Flair et Daffney dans une station-service. Peu de temps après, il vient en aide à Flair quand il se fait attaquer par Vampiro.
Avec Flair, ils participent au Lethal Lottery Tournament pour désigner les nouveau champions du monde par équipes de la WCW. Ils passent le premier tour éliminant Evan Karagias et Vampiro au premier tour le 27 décembre à Monday Nitro. Ce tournoi se termine le 3 janvier 2000 et ils sortent Lash LeRoux (en) et Midnight en quart de finale puis Buff Bagwell et Vampiro en demi finale et enfin Kevin Nash et Scott Steiner en finale pour devenir les champions du monde par équipes de la WCW.

## Palmarès
- American Championship Entertainment (ACE)
  - 1 fois champion Fight for Fight de l'ACE[18]
- Century Wrestling Alliance (CWA)
  - 1 fois champion par équipes de la CWA avec Ace Darling[19]
- East Coast Pro Wrestling (ECPW)
  - 1 fois champion poids lourd de l'ECPW[20]
  - 2 fois champion par équipes de l'ECPW[21]
- East Coast Wrestling Association (ECWA)
  - 1 fois champion par équipes de l'ECWA avec Ace Darling[22]
- Independant Superstars of Professional Wrestling (ISPW)
  - 2 fois champion du monde poids lourd de l'ISPW[23]
- Jersey Championship Wrestling (JCW)
  - 1 fois champion poids lourd de la JCW[24]
- Mid-Eastern Wrestling Federation (MEWF)
  - 1 fois champion poids lourd Mid-Atlantic de la MEWF[25]
  - 1 fois champion par équipes de la MEWF avec Mark Schrader[26]
- National Wrestling Alliance 2000 (NWA 2000)
  - 1 fois champion par équipes de la NWA 2000 avec Ace Darling[27]
- National Wrestling Alliance Championship Wrestling America (NWA Championship Wrestling America)
  - 1 fois champion du monde poids lourd léger de la NWA[28]
  - 1 fois champion par équipes des États-Unis de la NWA[29]
- National Wrestling Alliance New Jersey (NWA New Jersey)
  - 1 fois champion hardcore de la NWA Jersey[30]
  - 1 fois champion Télévision de la NWA New Jersey[31]
- New Jack City Wrestling (NJCW)
  - 1 fois champion poids lourd léger de la NJW[32]
- World Championship Wrestling (WCW)
  - 1 fois champion hardcore de la WCW[33]
  - 1 fois champion du monde poids mi-lourd de la WCW avec Daffney[34]
  - 1 fois champion du monde par équipes de la WCW avec David Flair[35]
- World Wrestling All-Stars (WWA)
  - 1 fois champion hardcore de la WWA[36]

## Récompenses des magazines
- Pro Wrestling Illustrated

| Année | 1995 | 1996 | 1997 | 1998       | 1999 | 2000 | 2001 | 2002 | 2003 | 2004 | 2005 | 2006 à 2008 | 2009 | 2010 à 2011 | 2012 |
| ----- | ---- | ---- | ---- | ---------- | ---- | ---- | ---- | ---- | ---- | ---- | ---- | ----------- | ---- | ----------- | ---- |
| Rang  | 206  | 169  | 120  | Non classé | 174  | 127  | 91   | 72   | 122  | 349  | 375  | Non classé  | 184  | Non classé  | 337  |